# Chaîne Centrale de Nouvelle-Guinée (écorégion)
Ne doit pas être confondu avec Forêts pluviales d'altitude de la Chaîne Centrale.
Pour les articles homonymes, voir Chaîne centrale.
Localisation
La Chaîne Centrale de Nouvelle-Guinée forme une écorégion d'eau douce définie par le Fonds mondial pour la nature (WWF) et The Nature Conservancy (TNC). Elle recouvre le massif montagneux qui partage latéralement l'île de Nouvelle-Guinée en Océanie et regroupe les lacs et les cours d'eau qui s'y situent.